# Place Rosemère
La Place Rosemère est un centre commercial de la région métropolitaine de Montréal au Québec. Il est situé près de l'intersection de l'autoroute 640 et du boulevard Curé-Labelle (route 117), dans la ville de Rosemère. Il est géré par la société immobilière Morguard.
Aujourd'hui, 200 boutiques s'y trouvent, ce qui en fait un des centres commerciaux les plus importants de la région de Montréal. Il a une superficie d'environ 890 715 pi2 (82 750 m2) et attire une clientèle d'au-delà de 8 millions de personnes par année.
Le centre commercial a été ouvert le 13 août 1975 et ne comptait à l'époque que 70 boutiques et magasins. Parmi ceux-ci, on y trouvait un magasin Woolco, une épicerie Dominion et une quincaillerie Castor Bricoleur. La Compagnie de la Baie d'Hudson avait initialement confirmé un magasin La Baie pour l'inauguration du centre commercial. Mais cette annonce ne s'est jamais concrétisée et il faudra attendre plus de 15 ans, soit le 13 mars 1991, pour qu'un magasin La Baie ouvre à la Place Rosemère.  
Woolco est acquis par Walmart en 1994.
Une première expansion, ouverte en mars 1991, ajoute 90 nouvelles boutiques ce qui portera à 165 le nombre de commerces. C'est durant cette expansion qu'a ouvert le magasin La Baie,.
Un second agrandissement, finalisé en septembre 2002, amène le centre à sa taille et apparence actuelle alors que le Walmart déménage dans un nouvel espace en février 2002 et un magasin Sears ouvre dans l'ancien local de Walmart en septembre,. Cet agrandissement confrère à la Place Rosemère le statut de centre suprarégional. En effet, le centre atteint une superficie locative de  858 549 pi2 (79 762 m2)  occupés par 230  boutiques. Il passe du 11e au 6eme rang parmi les centres commerciaux de la région de Montréal.
Un magasin Best Buy ouvre le 14 novembre 2008.
Sears ferme ses portes le 8 janvier 2018.

## Détaillants
Plus de 200 détaillants se côtoient dans cette galerie marchande incluant les majeurs : Walmart, La Baie, Best Buy, H&M, Sports Expert/Atmosphère/Hockey Expert, Pharmaprix, Zara. Des autres détaillants on dénombre entre autres: Jack&Jones, Thomas Sabo, Aldo, Librairie Carcajou, Clément, Axara Paris, Bath & Body Works, Vincent D’Amérique et plusieurs autres.

## Transports
Le CIT Basses Laurentides a un arrêt d'autobus devant le centre commercial, sur le boulevard Labelle, et un autre directement à l'entrée numéro 1. Plusieurs lignes d'autobus en partance de la gare de Ste-Thérèse s'y rendent.

### Sources primaires
1. 1 2 3  « À propos », sur PlaceRosemère.com (consulté le 25 avril 2024).
2. ↑  « Location », sur PlaceRosemère.com (consulté le 25 avril 2024).

### Sources secondaires
1. ↑  François Desjardins, « Sur l'ancien terrain de GM - Le projet du Faubourg Boisbriand se précise », sur Le Devoir, 28 septembre 2005 (consulté le 2 février 2021).
2. ↑  Stéphane Sinclair, « Sears : de nombreuses pertes d’emplois à Rosemère », sur MonJournal.ca, 12 octobre 2017 (version du 1er décembre 2018 sur Internet Archive).
3. ↑  « Nouveau centre d'achats », Progrès-Dimanche, Chicoutimi,‎ 15 juin 1975, p. 34-B (lire en ligne)
4. ↑  « Woolco advertisement page », La Presse, Montréal,‎ 9 août 1975, A12 (lire en ligne)
5. ↑  « Dominion advertisement », La Presse, Montréal,‎ 12 août 1975, E1 (lire en ligne)
6. 1 2  « La Baie ira à Rosemère », La Presse, Montréal,‎ 11 juin 1975, B3 (lire en ligne)
7. 1 2  « La Baie advertisement », La Presse, Montréal,‎ 9 mars 1991, F8 (lire en ligne)
8. ↑  Laurier Cloutier, « Wal-Mart fait trembler la concurrence mais saliver les consommateurs », La Presse,‎ 18 janvier 1994, p. C10 (lire en ligne)
9. 1 2 3 4 5  Jean-Paul Charbonneau, « Place Rosemère s'agrandit au coût de 50 millions », La Presse, Montréal,‎ 13 septembre 2001, p. D11 (lire en ligne)
10. ↑  « Best Buy célèbre l'ouverture du magasin de Rosemère: Spectacle gratuit de Garou », sur Cision (version du 1er décembre 2018 sur Internet Archive).
11. ↑  Pierre Couture, « Fermeture des premiers magasins Sears », sur TVA Nouvelles, 8 janvier 2018 (consulté le 17 novembre 2023).